# HDTV
HDTV ili televizija visoke rezolucije skraćenica je od engleske riječi „high-definition television”. 
Najvažniji detalj koji HDTV razlikuje od analogne i drugih vrsta digitalne televizije je visoka razlučivost. To znači da se broj linija i broj piksela po liniji na televizijskoj slici znatno povećao. 
Dok se tradicionalna televizijska slika standardne definicije (SD) emitira sa 720 x 576 piksela, televizijska slika visoke definicije ima veličinu do 1920 x 1080 piksela. To doprinosi postizanju slike znatno bolje jasnoće, oštrine i većeg broja detalja.
Tehnologija koja je naprednija od HDTV je televizija ultra visoke razlučivosti - UHDTV.